# S波

平面剪切波

二维网格中球面S波的传播（经验模型）

S波（S-wave）是二種體波（體波的命名是因為此波穿越地球內部，相對於體波的是表面波）中之一。它是因地震而產生的，被地震儀記錄下來。命名為波（二次波）是因為它的速度僅次於P波（最快的地震波）。波也可以代表剪切波（shear wave），因為波是一種橫波，地球內部粒子的震動方向與震波能量傳遞方向是垂直的。波與波不同的是，波無法穿越外地核。所以波的陰影區正對著地震的震源。
波移动时是剪切波或横波，因此其运动方向与波的传播方向是垂直的，若要形象地描述波，可以认为波是挥动绳子时，绳子上传播的波，这与P波是不同的。波是一种纵波，纵波就如振动的弹簧上传播的波，其形态就像蠕虫一样。波通过弹性介质移动，而主要的恢复力来自於剪切效应。这些波是不发散的，遵守不可压缩介质的连续性方程：
{\displaystyle \nabla \cdot \mathbf {u} =0}

## 原理

P波阴影区。S波不会穿过外核，因此在远离震中超过104°的全部区域S波都处在阴影区中（来源：USGS）

S波预测来自於1800年代的理论，最初来自於各向同性固体的應力－应变关系：
{\displaystyle \tau _{ij}=\lambda \delta _{ij}e_{kk}+2\mu e_{ij}\ }
其中{\displaystyle \tau }是应力，{\displaystyle \lambda }和{\displaystyle \mu }是拉梅参数（{\displaystyle \mu }是剪切模量），{\displaystyle \delta _{ij}}是克罗内克函数，而应变张量定义为
{\displaystyle e_{ij}={\frac {1}{2}}\left(\partial _{i}u_{j}+\partial _{j}u_{i}\right)}
其中u是应变位移。将後式代入前式得到
{\displaystyle \tau _{ij}=\lambda \delta _{ij}\partial _{k}u_{k}+\mu \left(\partial _{i}u_{j}+\partial _{j}u_{i}\right)}
这种情况下的牛顿第二定律给出了地震波传播的运动齐次方程：
{\displaystyle \rho {\frac {\partial ^{2}u_{i}}{\partial t^{2}}}=\partial _{j}\tau _{ij}}
其中{\displaystyle \rho }是质量密度。代入上面的应力张量得到：
{\displaystyle \rho {\frac {\partial ^{2}u_{i}}{\partial t^{2}}}=\partial _{i}\lambda \partial _{k}u_{k}+\partial _{j}\mu \left(\partial _{i}u_{j}+\partial _{j}u_{i}\right)=\lambda \partial _{i}\partial _{k}u_{k}+\mu \partial _{i}\partial _{j}u_{j}+\mu \partial _{j}\partial _{j}u_{i}.}
利用向量恒等式并取一定的近似可得到均匀介质中的地震波方程：
{\displaystyle \rho {\ddot {\boldsymbol {u}}}=\left(\lambda +2\mu \right)\nabla (\nabla \cdot {\boldsymbol {u}})-\mu \nabla \times (\nabla \times {\boldsymbol {u}})}
其中牛顿标记用於表示时间导数。取方程的旋度并利用向量恒等式最终得到：
{\displaystyle \nabla ^{2}(\nabla \times {\boldsymbol {u}})-{\frac {1}{\beta ^{2}}}{\frac {\partial ^{2}(\nabla \times {\boldsymbol {u}})}{\partial t^{2}}}=0}
这一方程是一个只包含了u的旋度和速度{\displaystyle \beta }的波动方程，其中{\displaystyle \beta }满足
{\displaystyle \beta ^{2}={\frac {\mu }{\rho }}\ }
这一公式描述了S波的传播。若用均匀介质中的地震波方程的散度代替旋度，则会得到描述P波传播的方程。